# 狼隊Online
《狼隊Online》（英語：Wolf Team，簡稱WF）是由韓國Softnyx公司和盛科达人開發的第一人稱射擊網絡遊戲，在2012年8月23日由天希网络和凡特斯數位科技发行。

## 外部連結
- 台服停服
- 國服停服
- 國際服官方網站 （页面存档备份，存于）
- 韓服官方網站 （页面存档备份，存于）
- 美服&歐服官方網站 （页面存档备份，存于）
- 拉美服官方網站 （页面存档备份，存于）
- 巴西服官方網站 （页面存档备份，存于）
- 土耳其服官方網站 （页面存档备份，存于）
- 俄服官方網站
- 阿拉伯服官方網站